# Haikouichthys
Haikouichthys (Haikouichthys ercaicunensis) – jeden z najstarszych i najbardziej prymitywnych kręgowców z nadgromady bezżuchwowców.
Żył w okresie wczesnego kambru (ok. 530 mln lat temu) w czasie tzw. eksplozji kambryjskiej. Długość ciała ok. 2,5 cm. Posiadał skrzela, płetwy grzbietową i brzuszną oraz krótką strunę grzbietową. Miał segmentowany tułów. Jego skamieniałości zostały odkryte (wraz z Myllokunmingia fengjiaoa) w Chinach przez D.G. Shu i Simona Conwaya Morrisa.